# Actinia infecunda
Actinia infecunda is een zeeanemonensoort uit de familie Actiniidae.
Actinia infecunda is voor het eerst wetenschappelijk beschreven door McMurrich in 1893.